# Roquenroll
Roquenroll é o segundo e último álbum da banda de pop rock Lipstick, lançado em 2010. E inclui os singles "Simples assim" e "Roquenroll".

## Faixas
1. "Eu Vou Pro Roquenroll"
2. "Simples Assim"
3. "Pintura Íntima"
4. "Muito Em Mim"
5. "Esquisito"
6. "Diz Pra Mim"
7. "Sempre Quis"
8. "Me Ensine A Tentar Esquecer"
9. "LFC (Lipstick Futebol Clube)"
10. "Aquele Nó"
11. "Quem sou eu sem você"
12. "A Falta"
13. "Lágrimas"